# سیارک ۱۰۳۴۶۰
سیارک ۱۰۳۴۶۰ (به انگلیسی: 103460 Dieterherrmann، نامگذاری:2000AC204)۱۰۳۴۶۰مین سیارک کشف شده‌است که در ۱۱ ژانویه ۲۰۰۰ کشف شد.